# Centura Gould

Complexul nor Rho Ophiuchi este o regiune de formare de stele în Centura Gould.

Centura Gould este un inel parțial de stele din Calea Lactee, de aproximativ 3.000 de ani-lumină în diametru, care acoperă o suprafață între 16 și 20 de grade în raport cu planul galactic al galaxiei noastre. Centura găzduiește o multitudine de stele masive foarte fierbinți, formate recent (stele albastre de tipuri spectrale O și B). Se crede că are o vechime de 30-50 de milioane de ani și originea este necunoscută. Este numită după astronomul american Benjamin Gould, care a identificat-o în 1879.
Centura conține stele strălucitoare în multe constelații, printre care: Cefeu, Șopârla, Perseu, Orion, Canis Major, Pupa, Velele, Carena, Crucea Sudului, Centaurul, Lupul și Scorpionul.